# قائمة سفراء دولة فلسطين لدى زيمبابوي
سفير دولة فلسطين لدى زيمبابوي هو ممثل دولة فلسطين الرسمي لدى دولة زيمبابوي، يقع مقر السفارة الفلسطينية في العاصمة هراري.

## قائمة السفراء
| الترتيب | رئيس البعثة الدبلوماسية           | تاريخ الاعتماد الدبلوماسي | تاريخ الانتهاء | رئيس دولة فلسطين      | رئيس زيمبابوي    | ملاحظات                |
| --- | --------------------------------- | ------------------------- | -------------- | --------------------- | ---------------- | ---------------------- |
| تأسس مكتب ممثلية منظمة التحرير الفلسطينية في هراري في عام 1983، وفي 29 نوفمبر 1988 اعترفت زيمبابوي بدولة فلسطين. |                                   |                           |                |                       |                  |                        |
| 1 | علي أحمد حليمة                    | 1985                      | 1999           | ياسر عرفات            | كنعان بانانا     |                        |
| 2 | يوسف رجب الرضيع (Q105098608)      | غ/م                       | 2005           | ياسر عرفات محمود عباس | روبرت موغابي     |                        |
| 3 | عمرو عبد الله عبد الهادي الحوراني | 22 فبراير 2006            | 2007           | محمود عباس            | روبرت موغابي     | عُين في 31 أكتوبر 2005. |
| 4 | هاشم حسن هاشم الدجاني             | 8 مارس 2008               | 16 سبتمبر 2015 | محمود عباس            | روبرت موغابي     | عُين في 23 ديسمبر 2007. |
| | سالم صيام (قائم بالأعمال)         |                           |                | محمود عباس            | روبرت موغابي     |                        |
| 5 | تغريد سنوار                       | 16 يونيو 2016             | فبراير 2020    | محمود عباس            | روبرت موغابي     |                        |
| 6 | تامر المصري (Q133821492)          | 2021                      | لا يزال        | محمود عباس            | إمرسون منانغاغوا |                        |